# 雨瀨栞
雨瀨栞（日语：／ Amase Shiori，1990年6月21日—），日本漫畫家。女性。出身於東京都。
21歲時，她在專門學校第3年的暑假創作的作品《大衛的肖像》獲得了第60屆千葉徹彌獎鼓勵獎。2012年，以在《月刊Morning two》（講談社）連載的《ALL OUT!!》》首次亮相。並被改編成電視動畫，於2016年播出。
她的另一個名義是「amase」。

## 作風
根據月刊《月刊！Spirits》（小學館）報道，雨瀨栞所畫的女性角色「肉體讓人想咬一口」、「誘人的眼睛」，並說他「在畫她們的時候會感到興奮」。

## 作品列表

### 連載
- ALL OUT!!（《月刊Morning two》2013年1號[6]—2020年1號[7]，全17冊）—連載出道作品[2]。
- （《月刊Comic Birz》2014年8月號[8]—2015年7月號[9]，全2冊）
- 接下來是倫理課（《GRAND JUMP PREMIUM（日语：グランドジャンプPREMIUM）》2016年11月號[10]、2017年5月號[11]—2018年11月號、→《GRAND JUMP MUCHA（日语：グランドジャンプPREMIUM）》2019年1月號[12]—連載中，已出版9冊）
- （《週刊漫畫Goraku（日语：週刊漫画ゴラク）》No.2625—，已出版3冊）
- （《別冊Young Champion（日语：別冊ヤングチャンピオン）》2019年1月號[13]—連載中，已出版5冊）
- （於《Comic cmoa（日语：コミックシーモア）》先行發佈 2022年8月15日[14]—已出版2冊）—第一部商業化的BL作品[1]、合集作品[1]。連載開始時以名義[14]→「amase」名義[1]。

### 短篇
- （《戰爭結束70週年紀念 透過漫畫閱讀《戰爭時代》》，2015年[15]，白泉社）
- （《週刊Young Jump》2020年43號[16]）
- （《Big Comic Original》2021年2號[17]）
- （《Big Comic Original》2021年20號[18]）—上面的續集[19]。
- （《週刊漫畫Goraku（日语：週刊漫画ゴラク）》2022年8月5日號[20]）

### 其它
- 全力少年 produced by 奧田民生（日语：全力少年 #全力少年 produced by 奥田民生）／無限開關—全新設計的CD封套。
- 非日常的她 插圖（《月刊！Spirits》2023年3月號[2]）

## 外部連結
- amajio （日語）—雨瀨栞的官方個人網站。